# Atomoxetina
La atomoxetina es un inhibidor de la recaptación de noradrenalina, indicado exclusivamente para el tratamiento del TDAH. A pesar de que suele clasificarse como antidepresivo, no tiene efectos clínicos estudiados y probados para ese propósito. El principal criterio para incluirlo en esa clase farmacológica se basa en la ausencia de propiedades discriminativas de tipo estimulante psicomotor, las cuales son características de las medicaciones tradicionales para el TDAH. Sin embargo, de acuerdo con los criterios de la codificación ATC, la atomoxetina integra el grupo farmacológico de los estimulantes sustancia cuyo perfil es novedoso y difícil de categorizar, a la que se atribuyen propiedades activantes selectivas sobre las funciones ejecutivas y la cognición, y nootrópicos y, más específicamente, pertenece a la familia de las aminas simpaticomiméticas. No obstante, se trata de una molécula que ha demostrado potenciar los mecanismos inhibitorios implicados en el control de las conductas impulsivas.

## Propiedades
La atomoxetina es un inhibidor selectivo de la recaptación de noradrenalina. Actúa inhibiendo el transporte de la neuroamina adrenérgica a nivel presináptico. Está indicada para el tratamiento de los desórdenes conductuales (hiperactividad nerviosa) o los síndromes disatencionales asociados al trastorno por déficit de atención con hiperactividad, en niños, adolescentes y adultos.

### Farmacocinética
La atomoxetina se absorbe fácilmente luego de su administración por vía oral siendo poco 
afectada por las comidas. Su biodisponibilidad es del 63%, su vida media es de 5 
horas, su ligadura proteica es extensa (98%). Sufre un proceso de 
biotransformación metabólica por la CYP2D6 y es por ello que su asociación con 
inhibidores de esta isoenzima como paroxetina, fluoxetina y quinidona 
incrementarían los niveles séricos de atomoxetina obligando a un ajuste 
posológico. El principal metabolito formado es el 4-hidroxiatomoxetina 
O-glucurónico que es de menor actividad que la droga madre y se elimina en su 
mayor proporción por orina (80%) y el resto por las heces.
En insuficiencia hepática moderada se recomienda reducir la dosis inicial y la recomendada al 50 % de la habitual. En insuficiencia hepática grave, se recomienda reducir ambas dosis hasta el 25% de la dosis habitual.

## Precauciones y advertencias
La atomoxetina debe emplearse con precaución en pacientes portadores de arritmias 
(taquicardia), hipertensión arterial o patologías cardiovasculares ya que 
puede provocar aumento de la frecuencia cardíaca y de la presión 
arterial. Debido a este efecto se deberá evaluar cuidadosamente su asociación 
con aminas presoras. No se ha establecido la seguridad de su empleo en niños 
menores de 6 años. Su uso está contraindicado en pacientes con glaucoma de ángulo estrecho.
La atomoxetina controla los síntomas del TDAH, pero no cura este trastorno. 

### Reacciones adversas
Ocasionalmente se han presentado reacciones alérgicas, como urticaria, rash 
cutáneo, edema angioneurótico o cefaleas. Recientemente se ha reportado la aparición de episodios depresivos severos y casos aislados de hepatotoxicidad, asociados con la administración de la droga. La correlación no ha sido establecida de modo concluyente y aún es preliminar.
Un pediatra deberá vigilar a su paciente cuidadosamente durante el tratamiento con atomoxetina. Se recomienda que los tutores hablen con el pediatra sobre los riesgos de este medicamento.
En algunos niños y adolescentes, la atomoxetina incrementa el riesgo de pensamientos y acciones suicidas, según una muestra de más de 2.200 niños y adolescentes. Sin embargo, tan solo se limitaron a pensamientos. 
Se debe llamar inmediatamente al médico si el paciente presenta pensamientos suicidas, cambios de comportamiento o humor, especialmente al inicio del tratamiento o un cambio en la dosis. La atomoxetina no está aprobada para desórdenes depresivos mayores.

### Interacciones

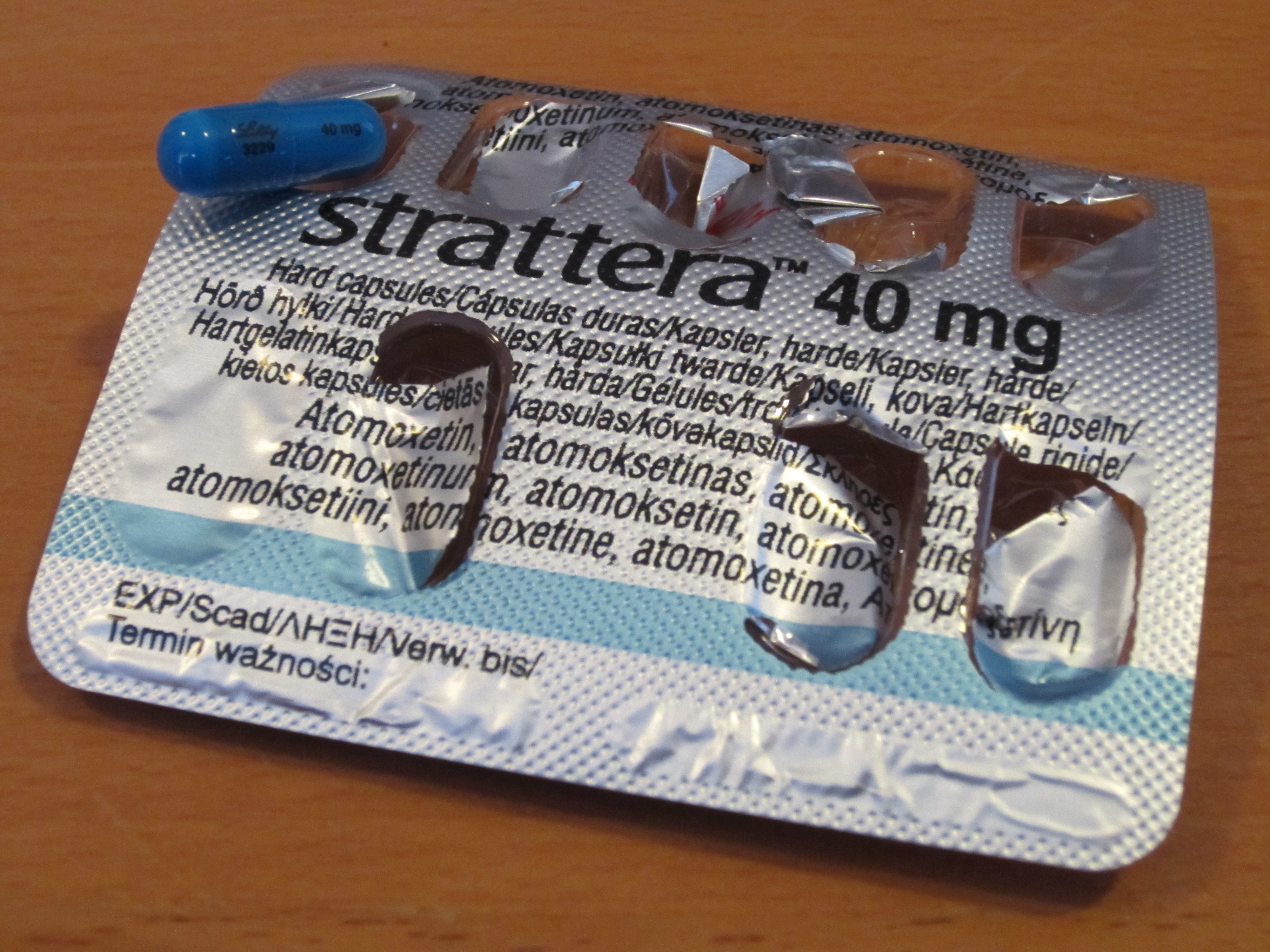

La administración simultánea de la atomoxetina con fármacos que actúan sobre la isoenzima CYP2D6 inhibiéndola (paroxetina, fluoxetina, aripiprazol y quinidina) puede aumentar las concentraciones plasmáticas de la misma. El empleo concomitante con el broncodilatador salbutamol puede aumentar los efectos cardiotónicos y vasopresores de la estimulación beta-2 adrenérgica. No se debe asociar atomoxetina con fármacos IMAO y sólo se podrá iniciar el tratamiento una vez transcurridos 15 días desde la suspensión del antidepresivo.

## Nombres comerciales
Attentho 
Strattera 